# NGC 24
NGC 24 là một thiên hà xoắn ốc trong chòm sao Ngọc Phu. Thiên hà này nằm cách Dải Ngân hà 23,8 triệu năm ánh sáng. Nó được phát hiện bởi nhà thiên văn học người Anh William Herschel vào năm 1785 và có chiều dài khoảng 40.000 năm ánh sáng. Hình dạng chung của thiên hà này được xác định bởi phân loại hình thái học của SA(s)c, cho biết nó là không có thanh xoắn với không có cấu trúc dạng vòng và nhánh xoắn ốc quấn lỏng vừa phải. Thiên hà này được định vị trong vùng lân cận của Nhóm Sculptor, nhưng thực sự là một vật thể nền xa hơn ba lần. Nó có thể tạo thành một cặp với một thiên hà nền khác, NGC 45.

## Bộ sưu tập

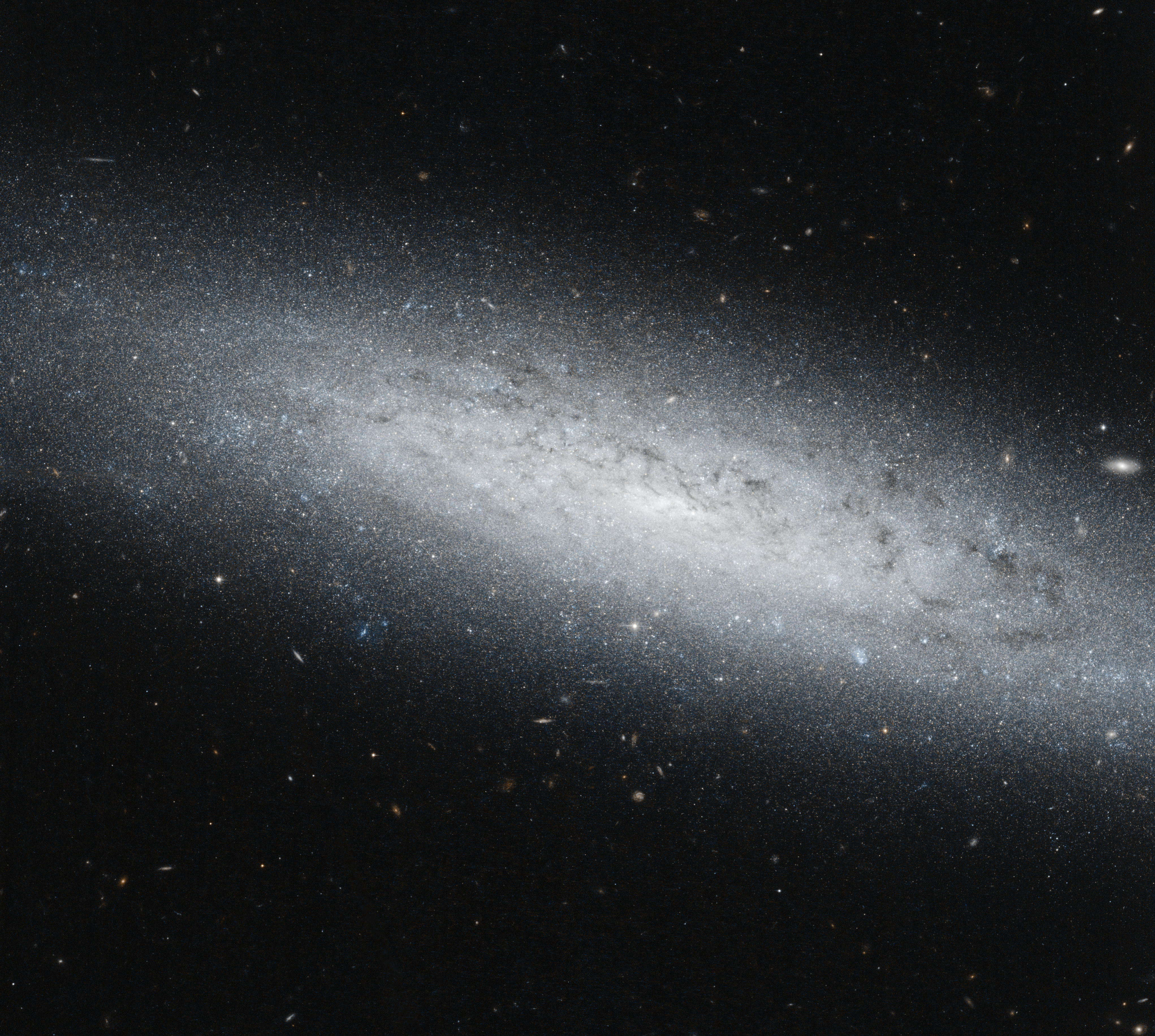
Hubble
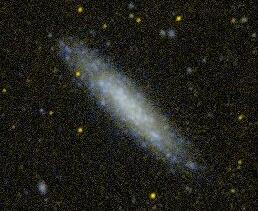
GALEX (tia cực tím)
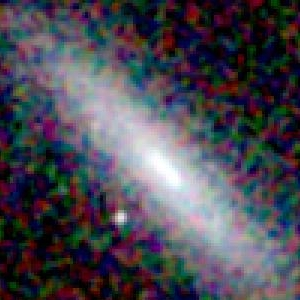
2MASS (cận hồng ngoại)
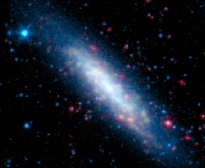
Spitzer (hồng ngoại)
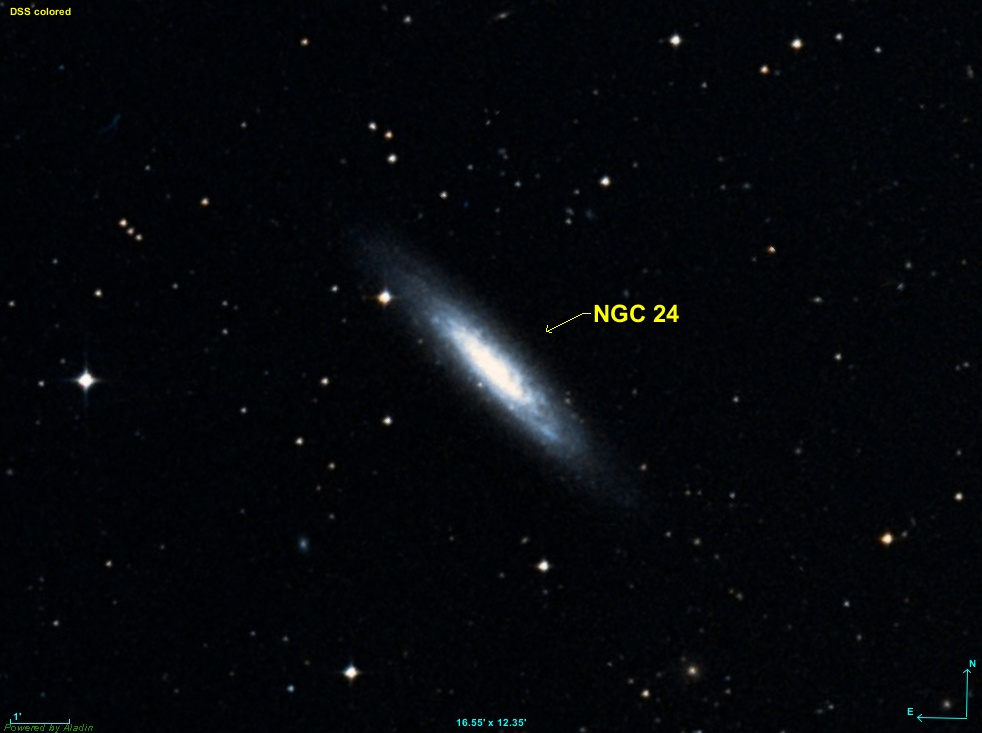
DSS